# Littoraria irrorata
Littoraria irrorata är en snäckart som först beskrevs av Thomas Say 1822.  Littoraria irrorata ingår i släktet Littoraria och familjen strandsnäckor. Inga underarter finns listade i Catalogue of Life.

## Bildgalleri

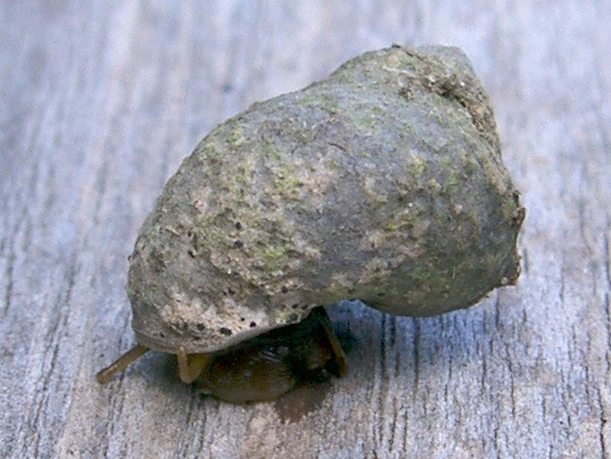
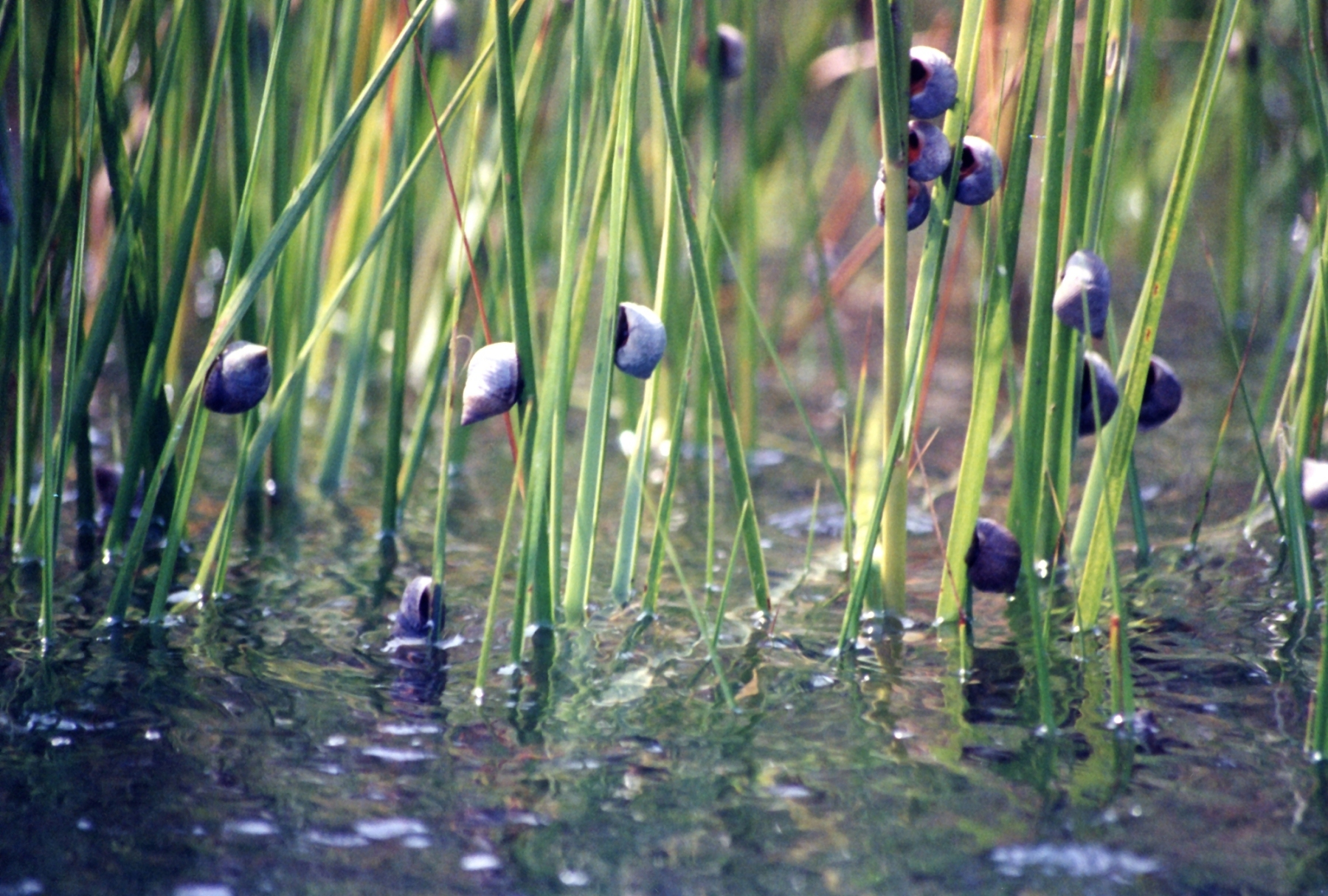
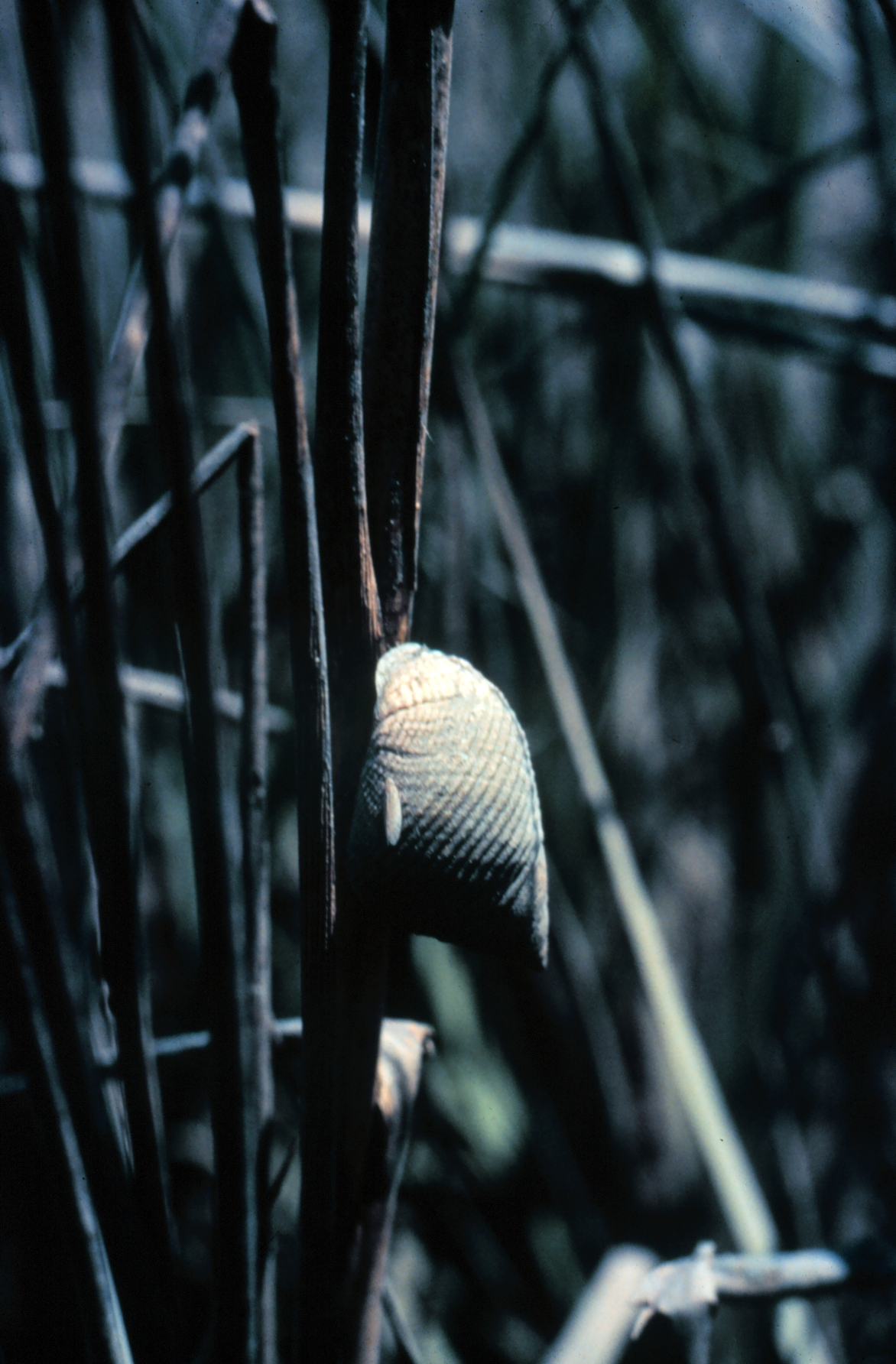
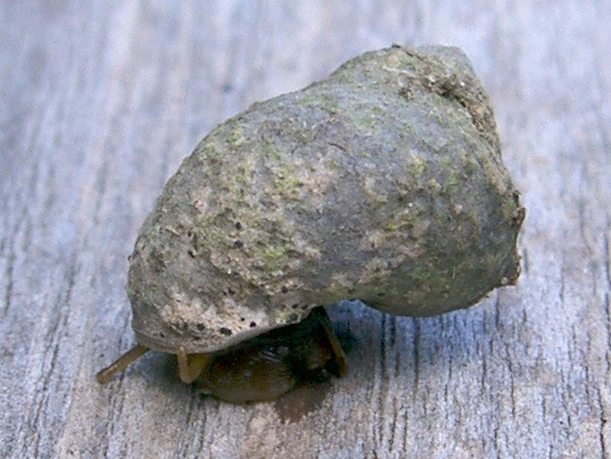